# تالواتا (۲)
تالواتا (به لاتین: Talwatta) یک منطقهٔ مسکونی در سری‌لانکا است که در استان مرکزی (سری‌لانکا) واقع شده‌است.